# Liste der Monuments historiques in Mareil-sur-Mauldre
Die Liste der Monuments historiques in Mareil-sur-Mauldre führt die Monuments historiques in der französischen Gemeinde Mareil-sur-Mauldre auf.

## Liste der Bauwerke
| Bezeichnung             | Beschreibung | Standort | Kennzeichnung | Schutzstatus | Datum | Bild           |
| ----------------------- | ------------ | -------- | ------------- | ------------ | ----- | -------------- |
| Kirche St-Martin        |              | (Lage)   | PA00087522    | Inscrit      | 1937  | weitere Bilder |
| Brücke über die Mauldre |              | (Lage)   | PA00087523    | Inscrit      | 1937  |                |

## Liste der Objekte

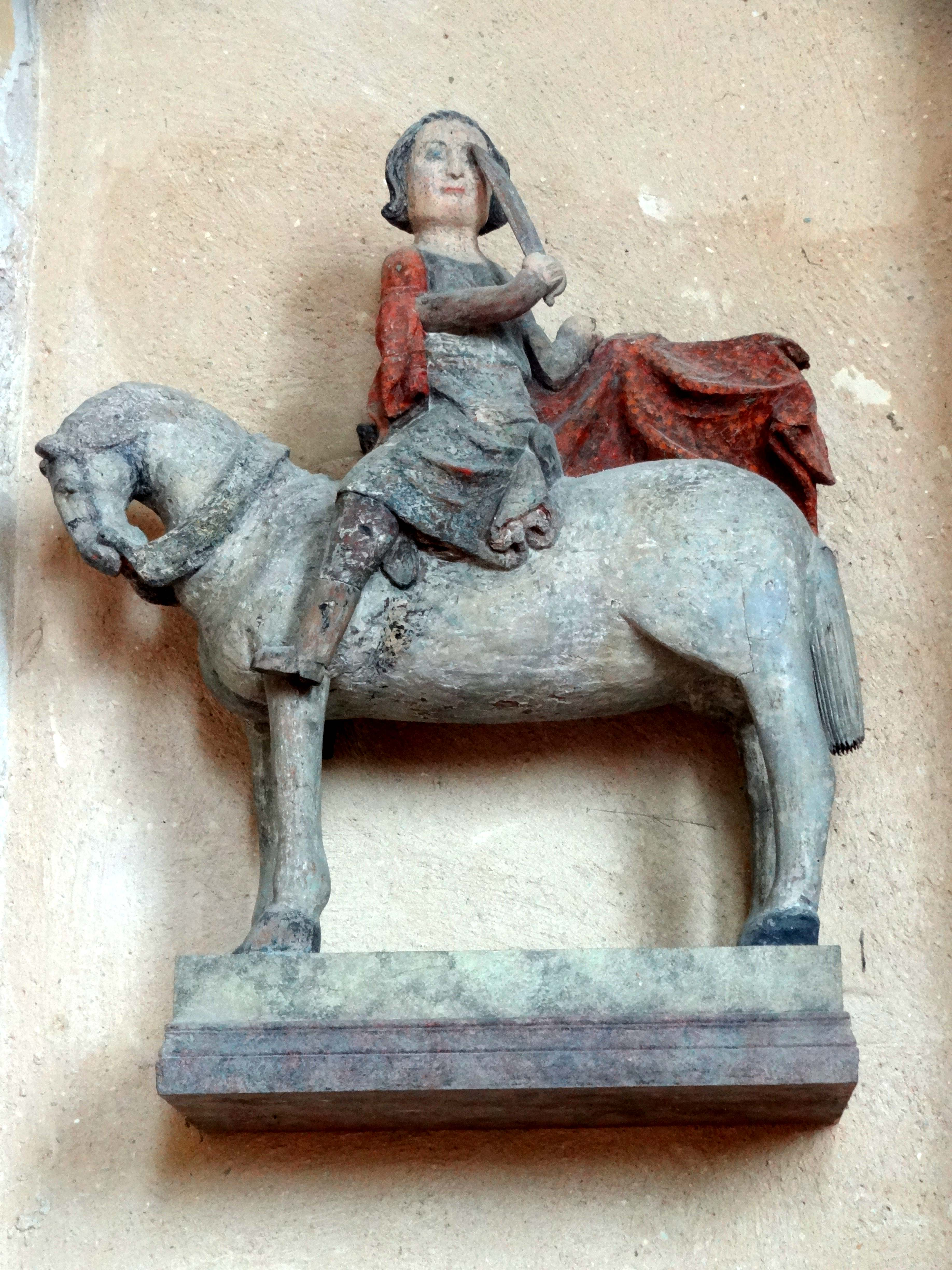
Skulptur in der Kirche St-Martin: Der heilige Martin teilt seinen Mantel

- Monuments historiques (Objekte) in Mareil-sur-Mauldre in der Base Palissy des französischen Kultusministeriums